# Râul Drăgan, Crișul Repede
Râul Drăgan este un curs de apă, afluent al râului Crișul Repede.

## Galerie de imagini, Barajul Drăgan (Floroiu) și lacul de acumulare

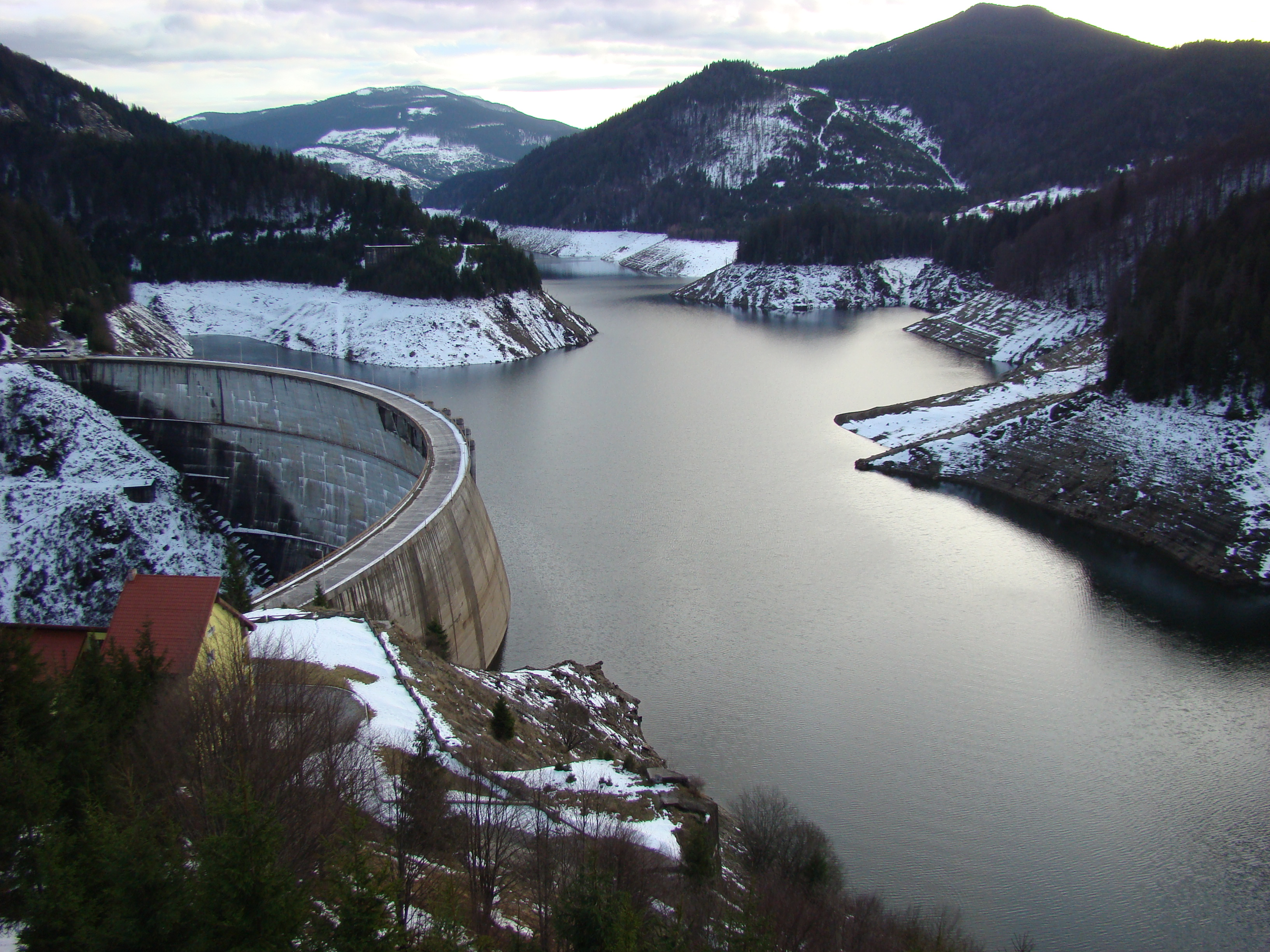
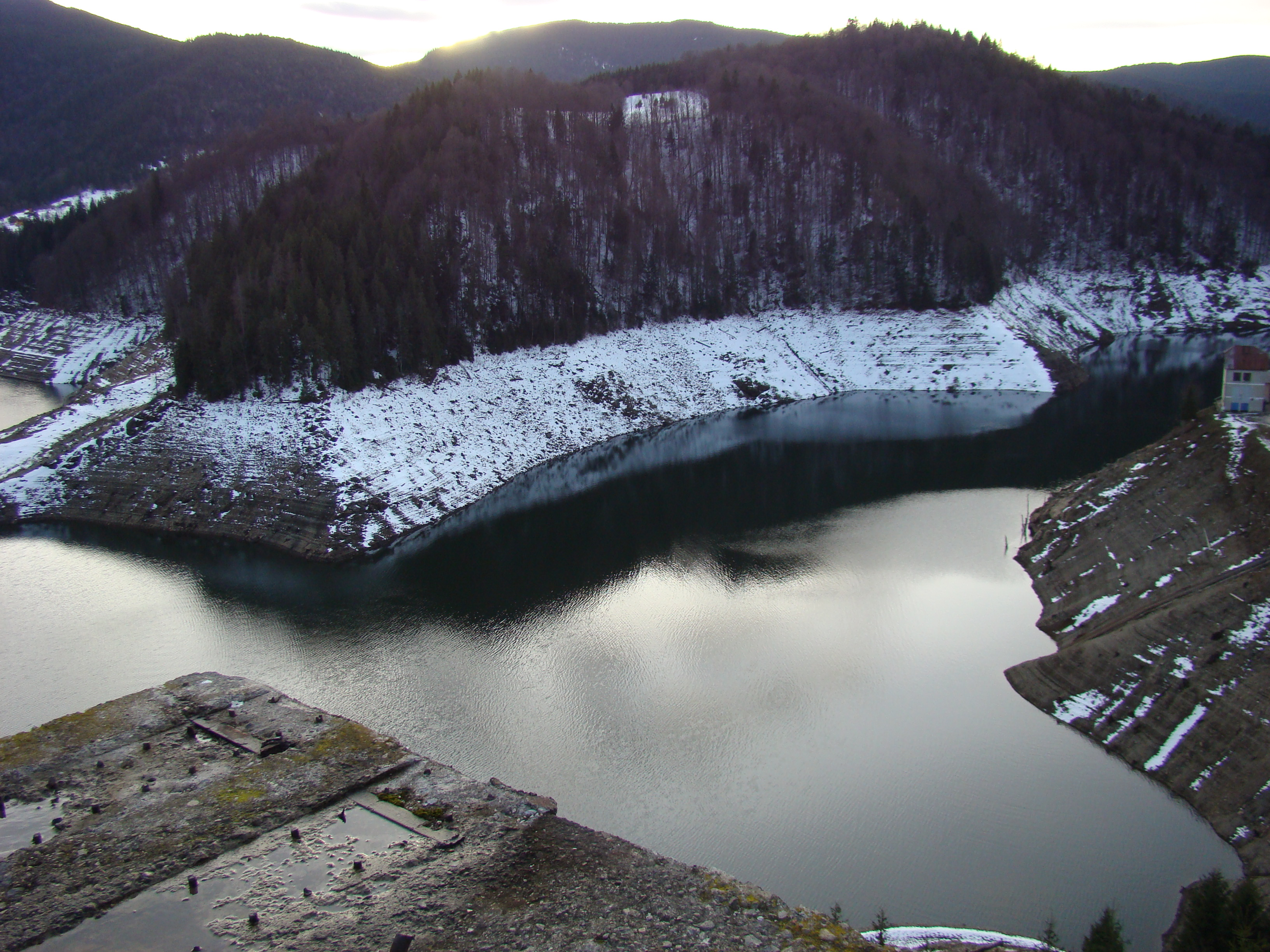
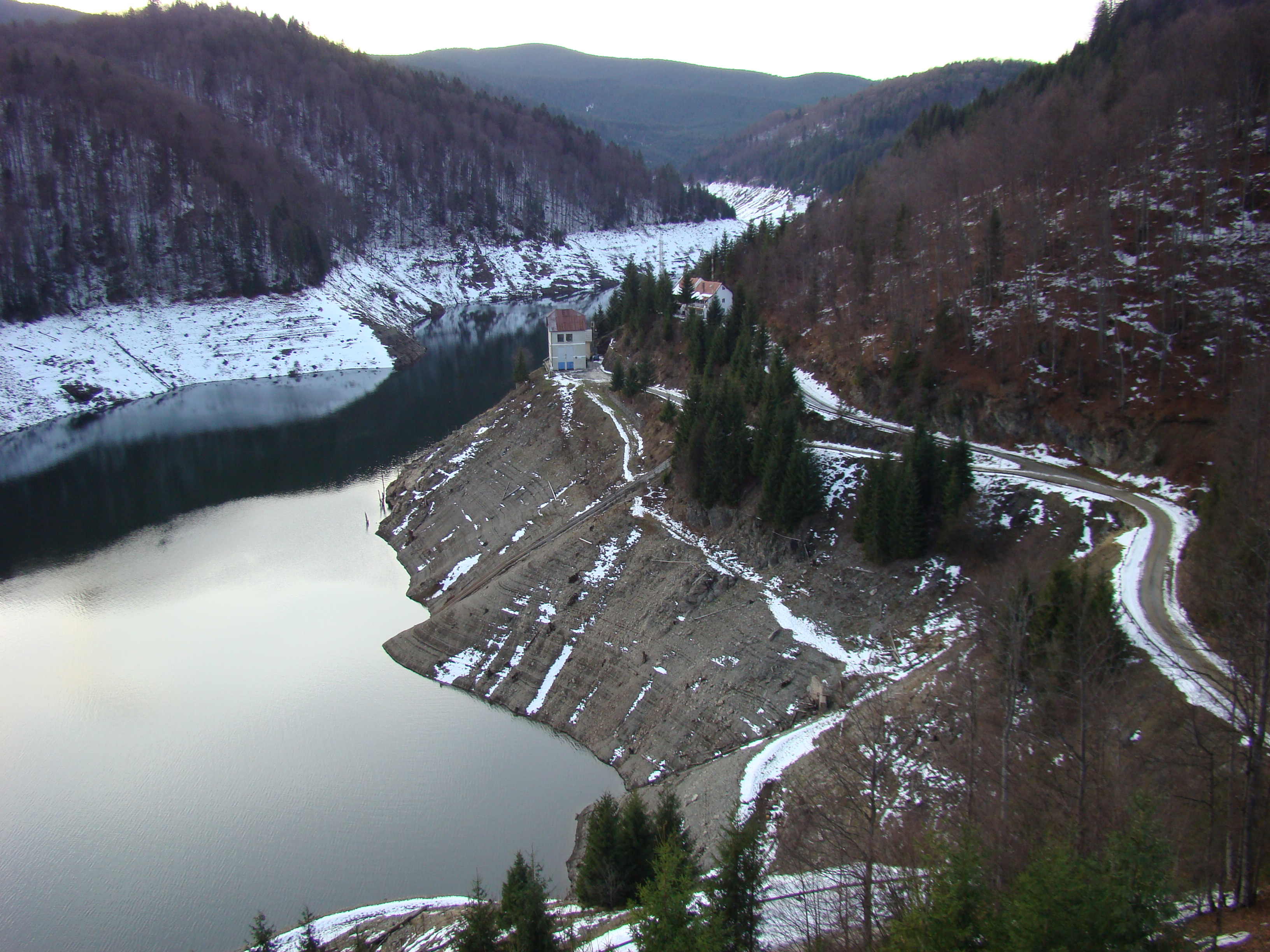
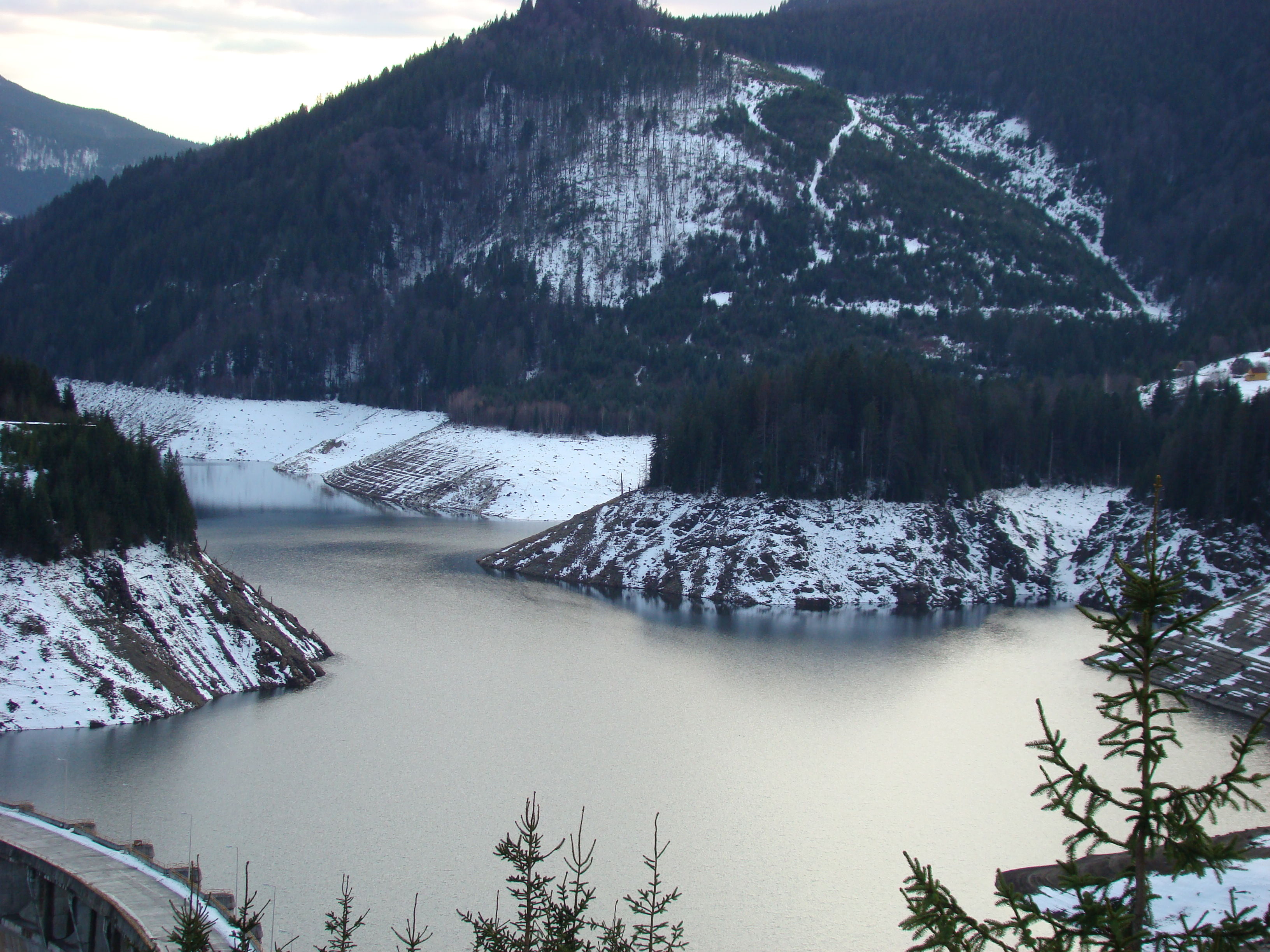
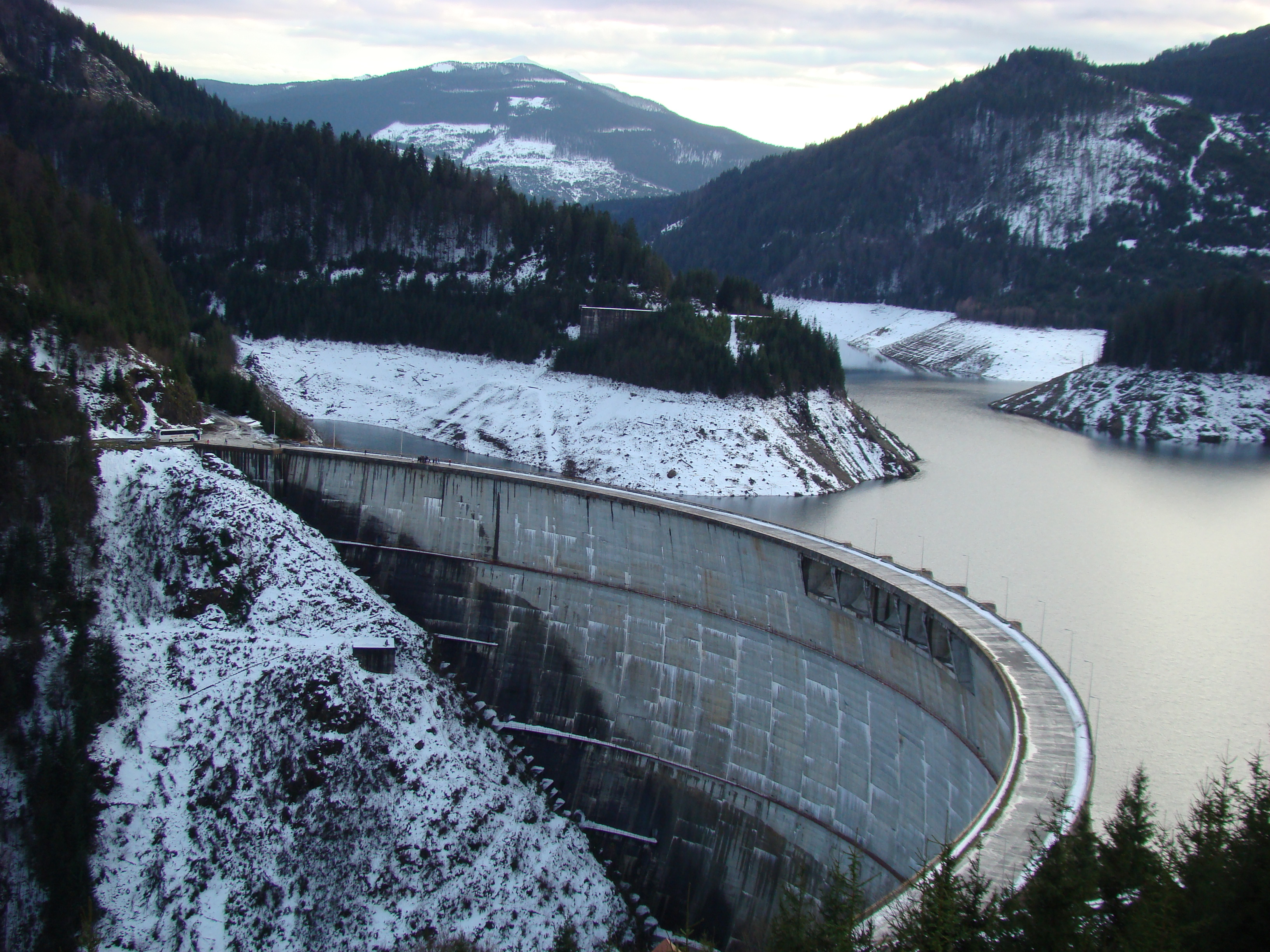
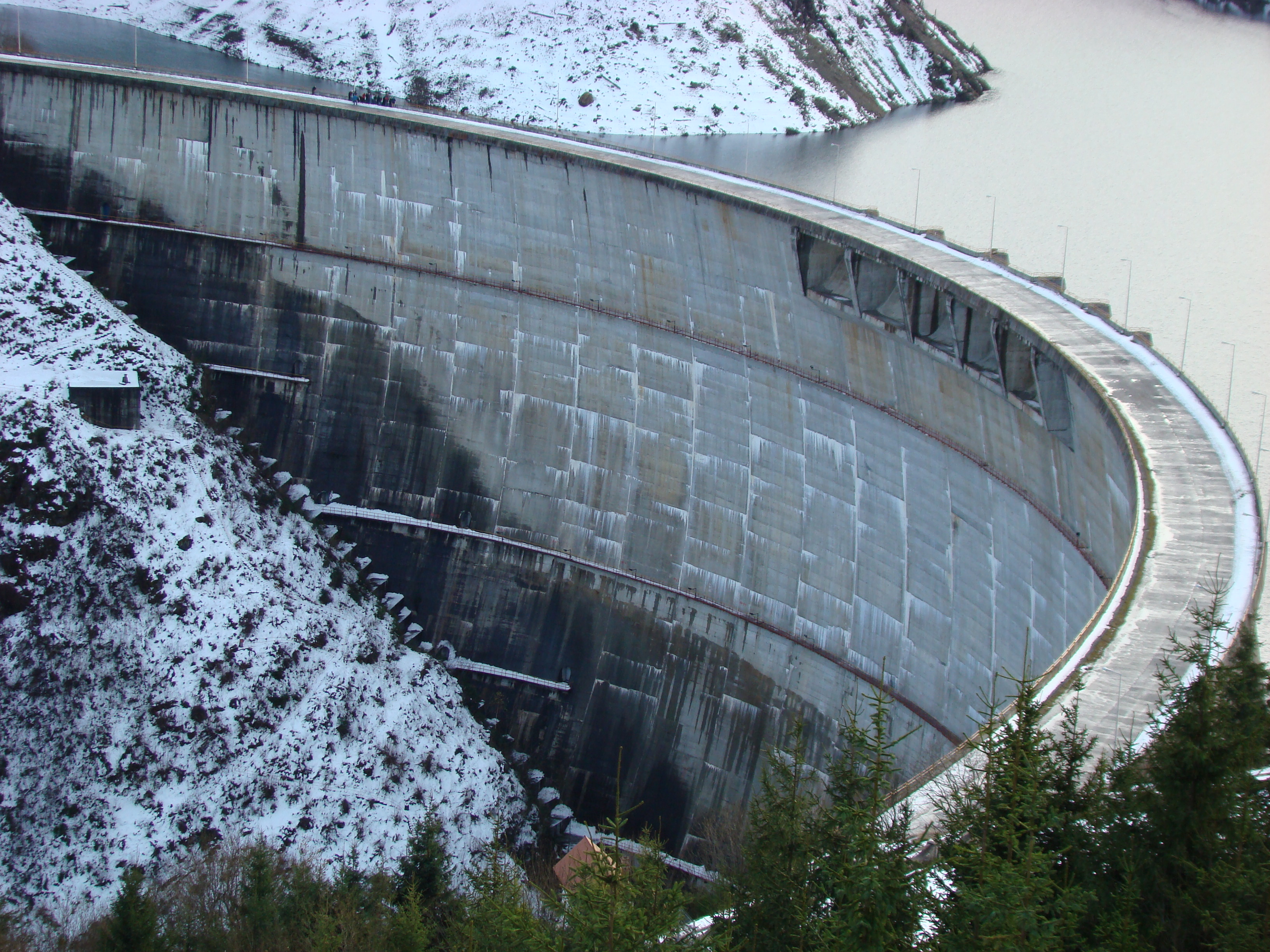
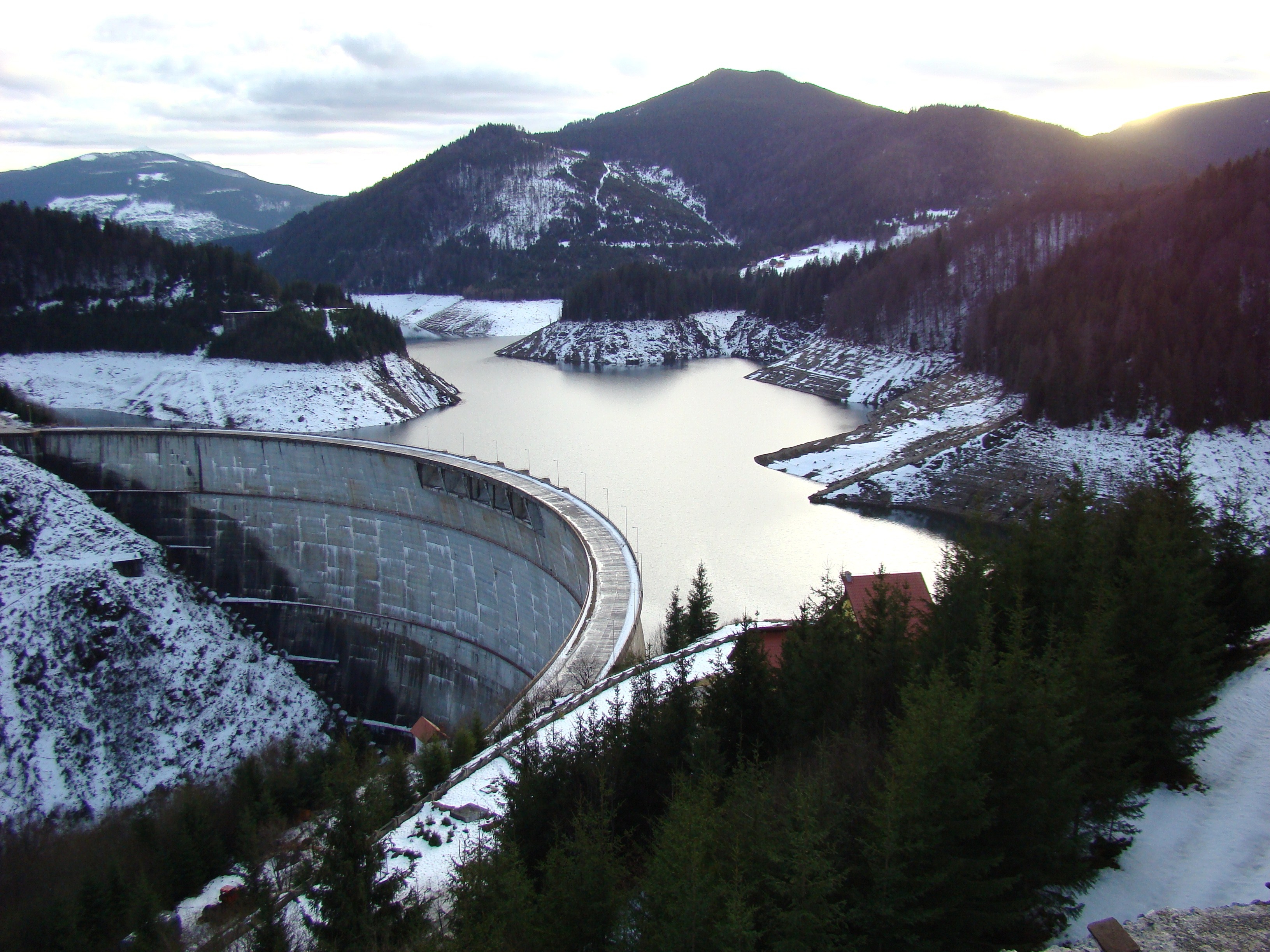
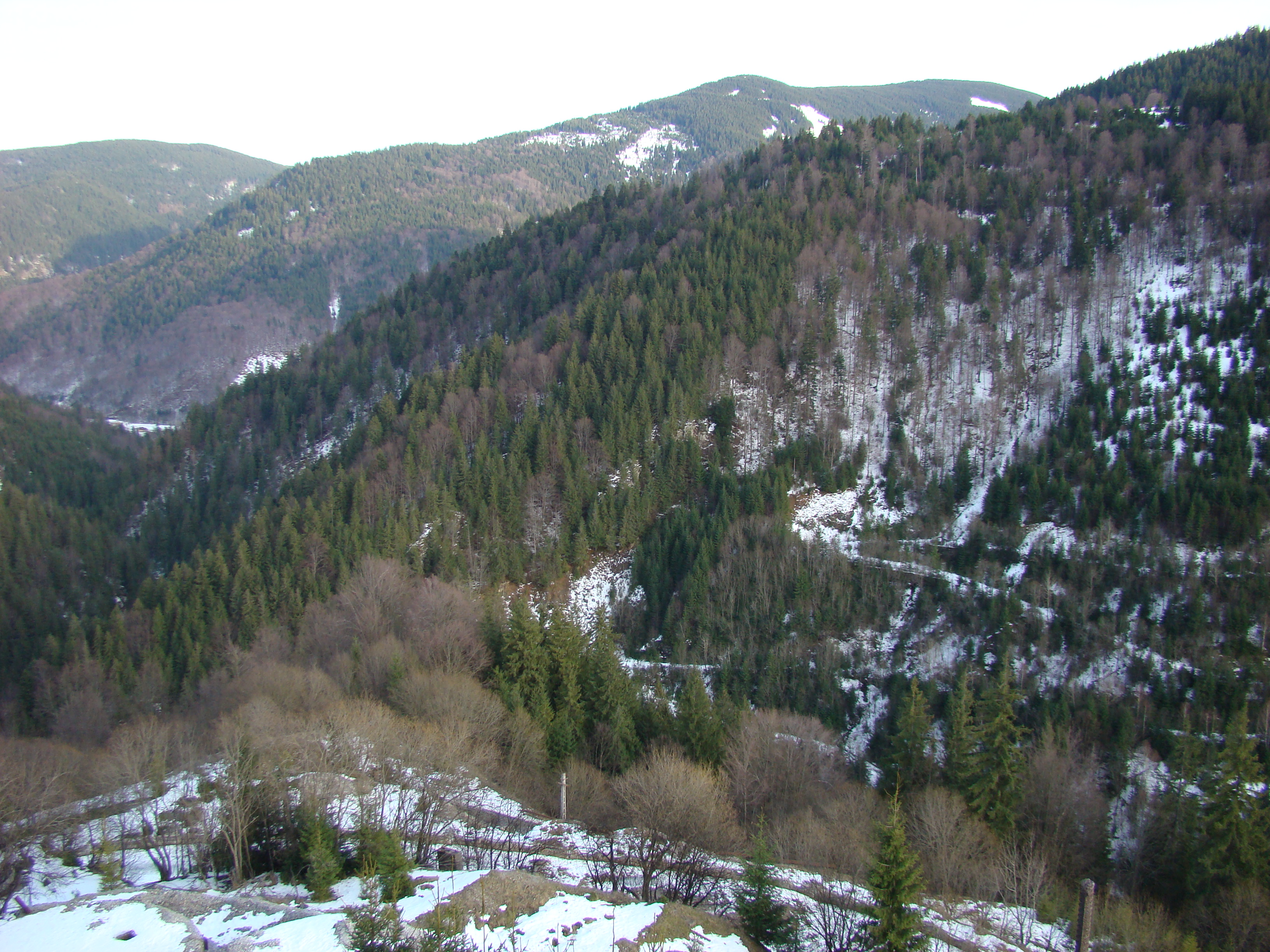

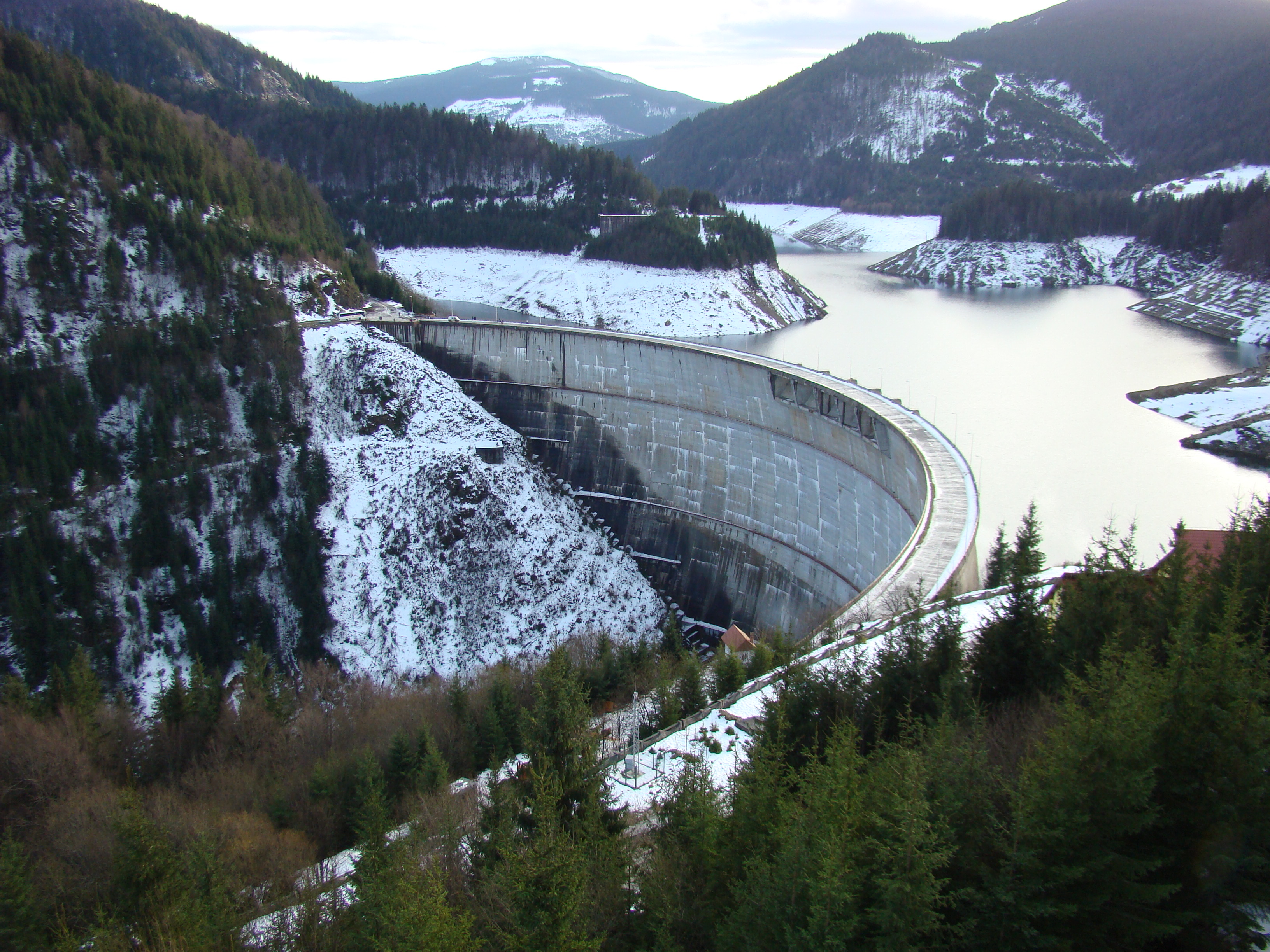
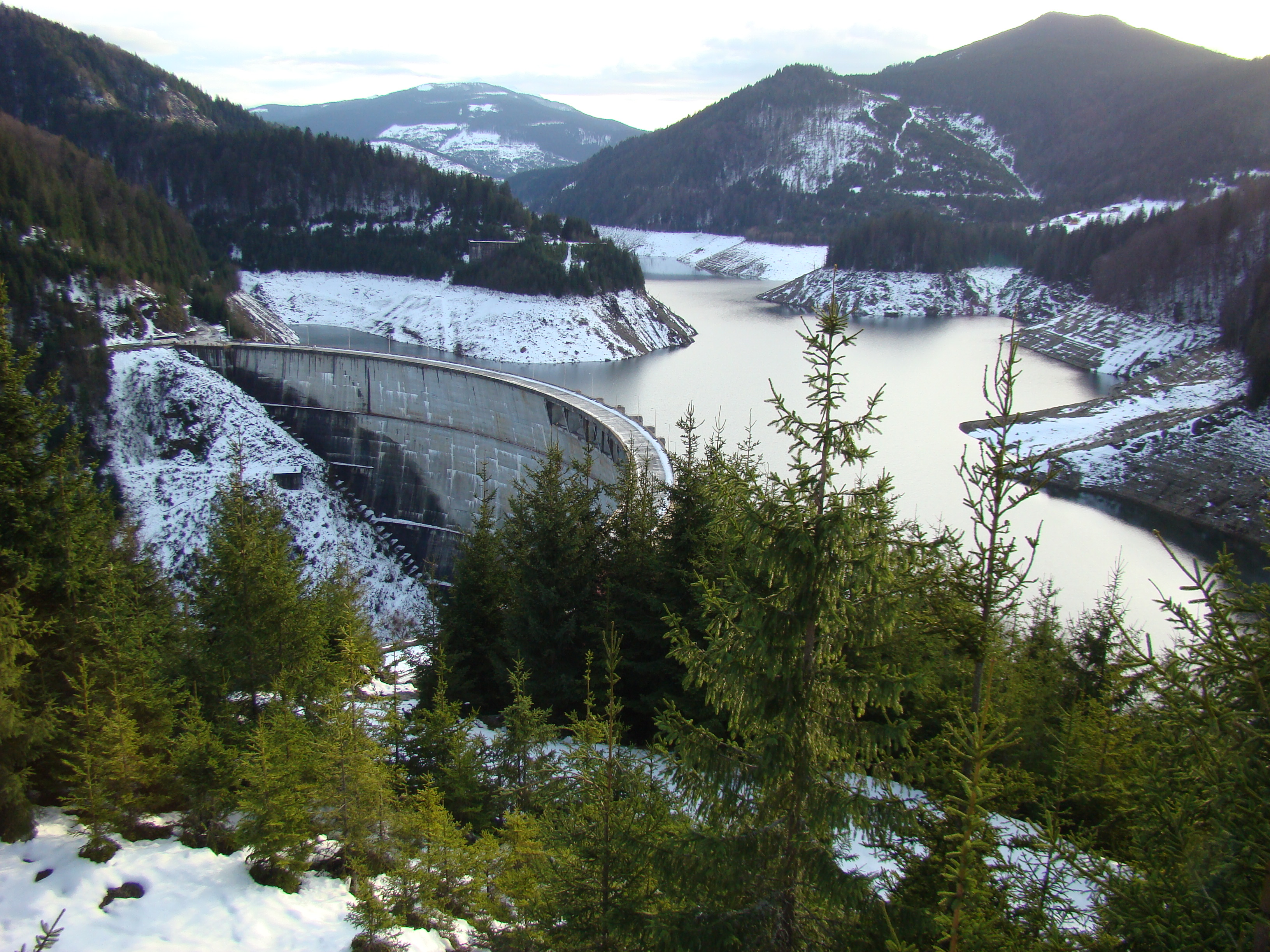
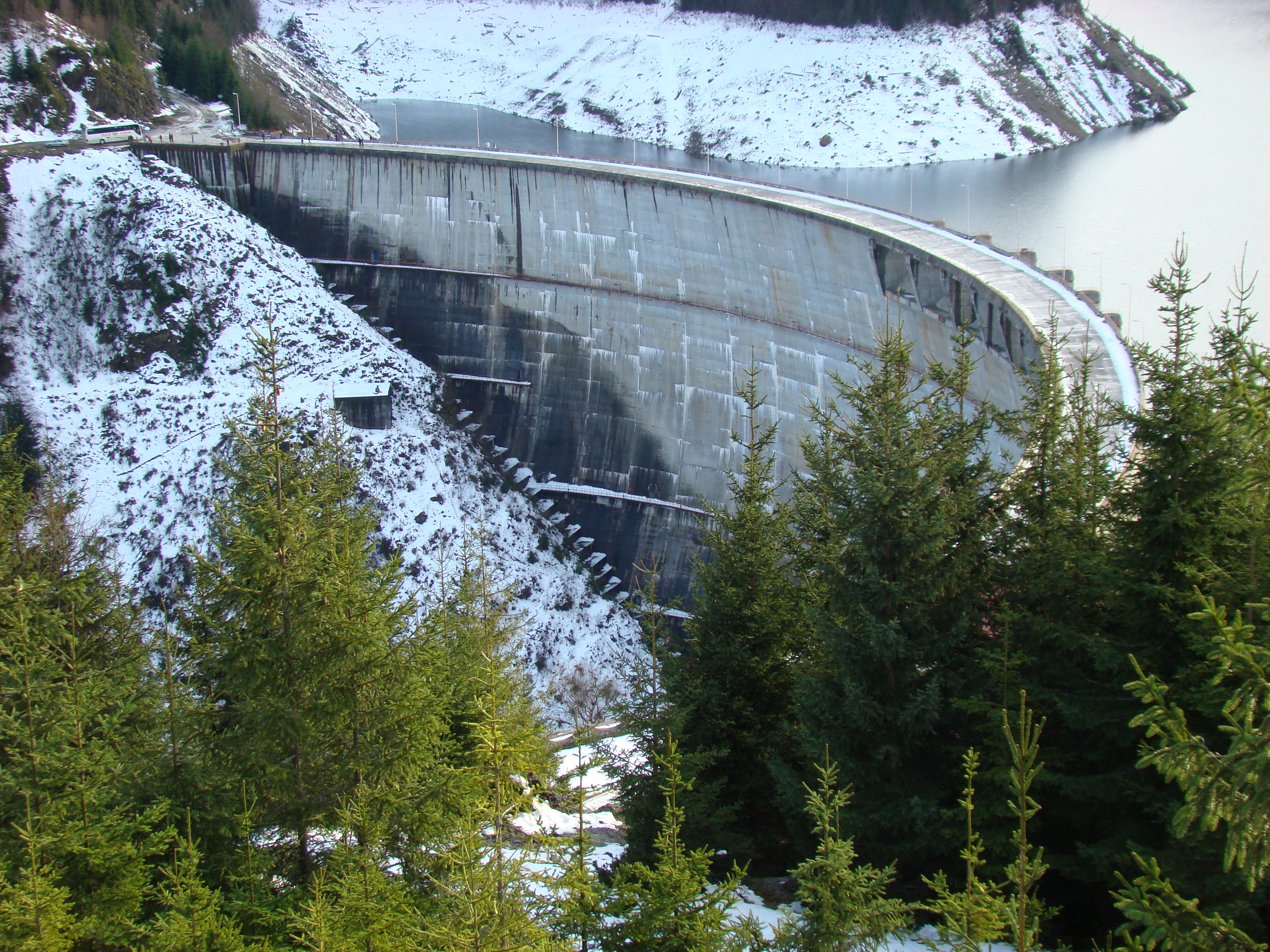
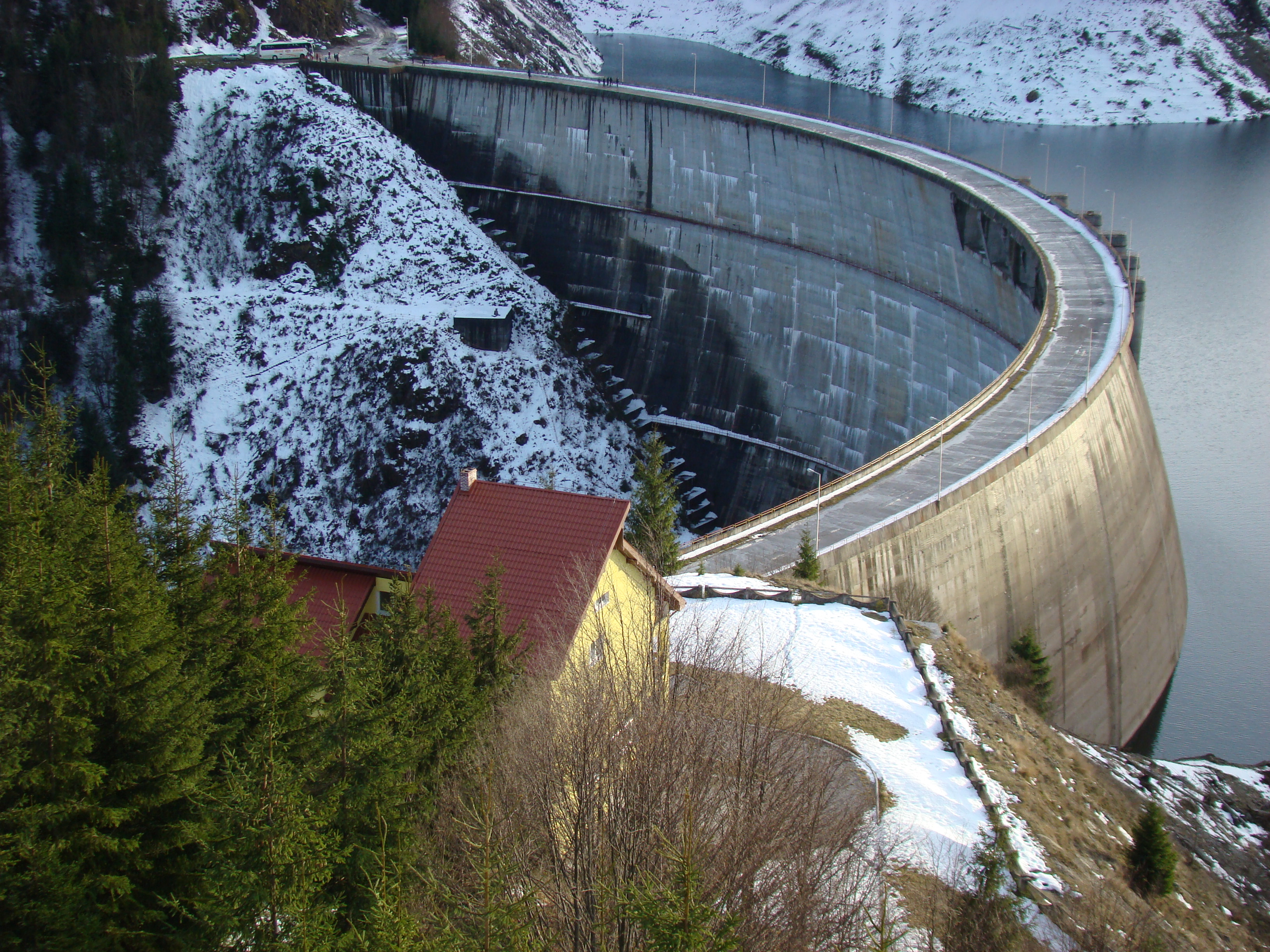
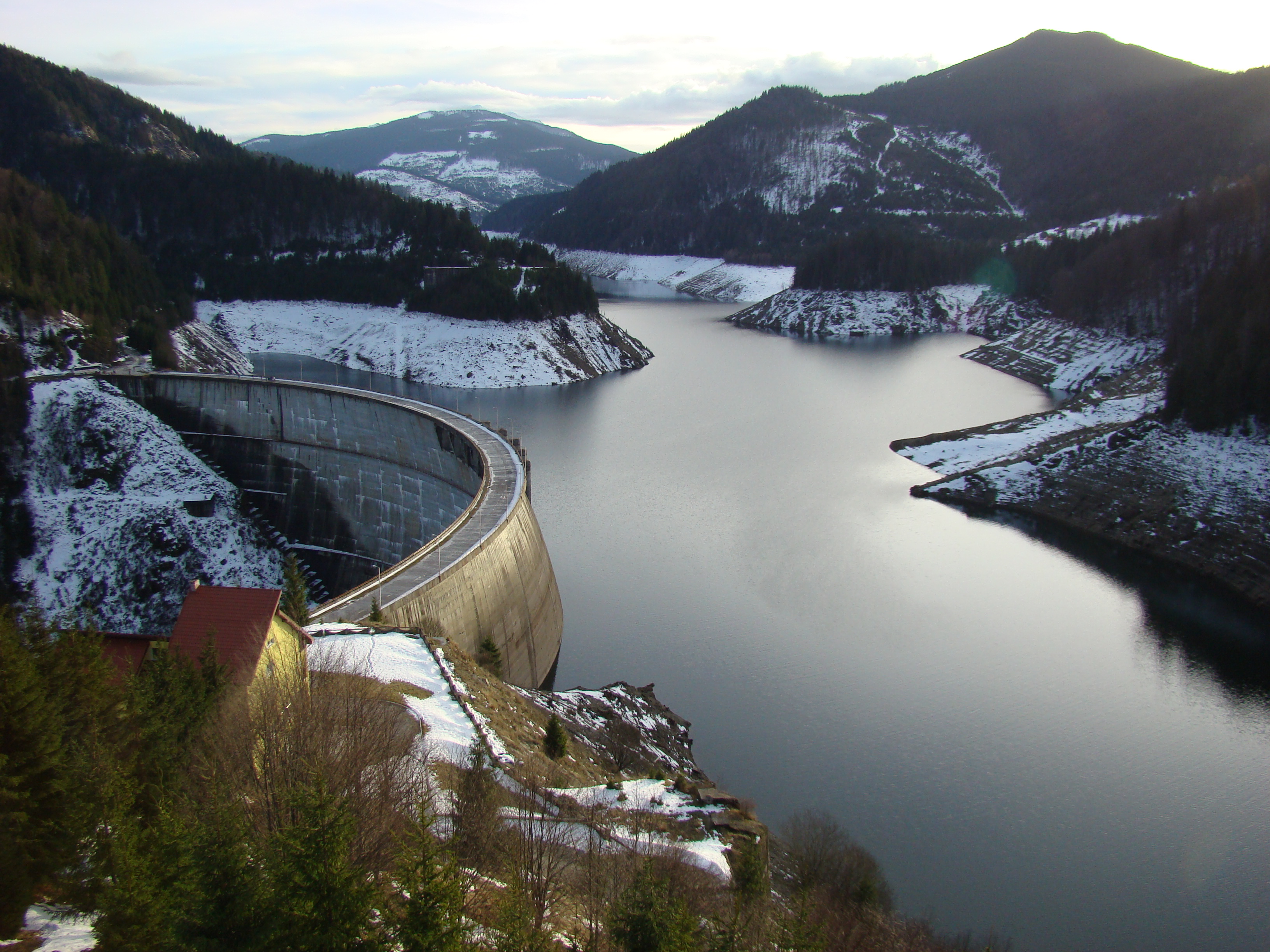
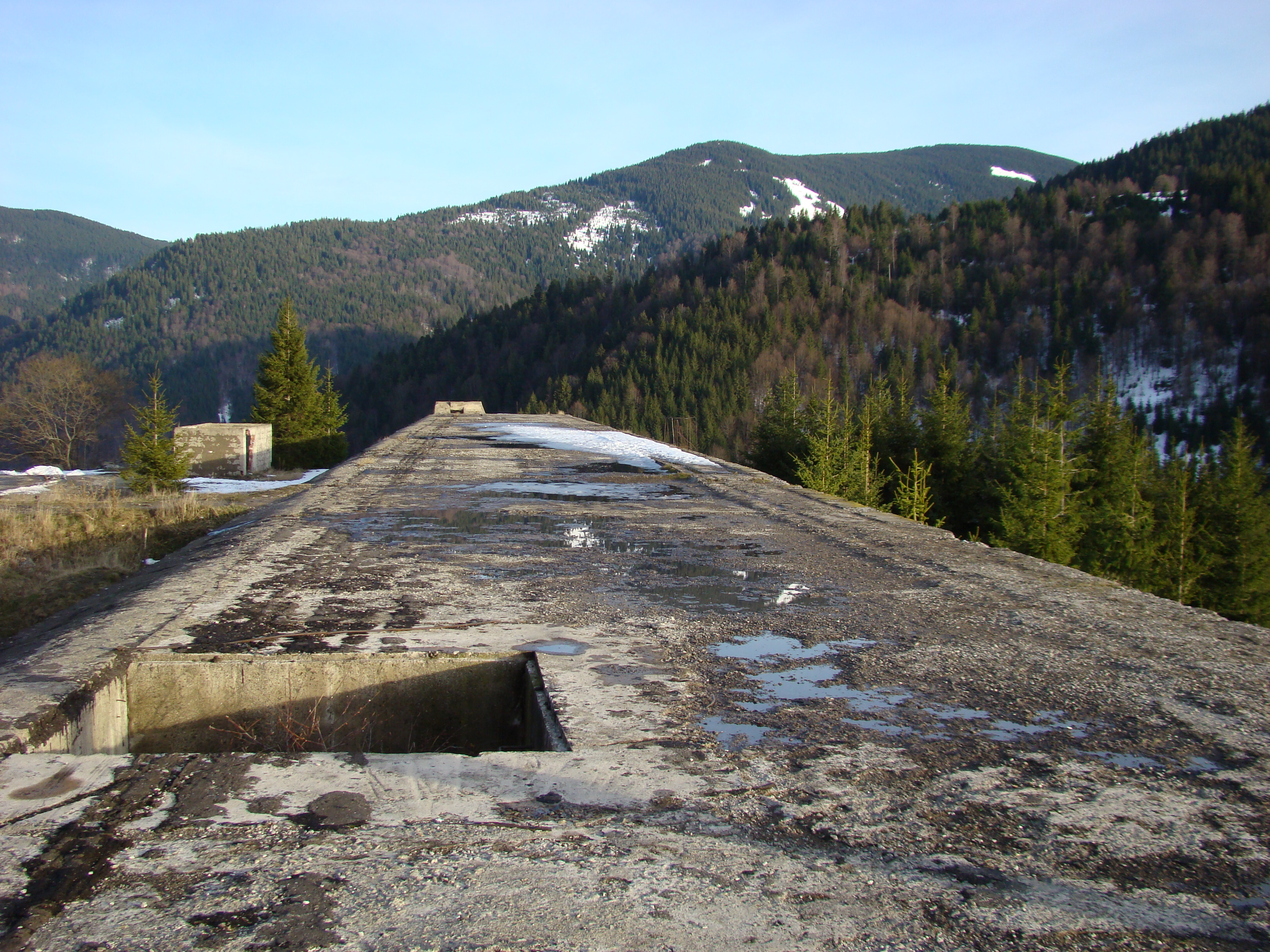
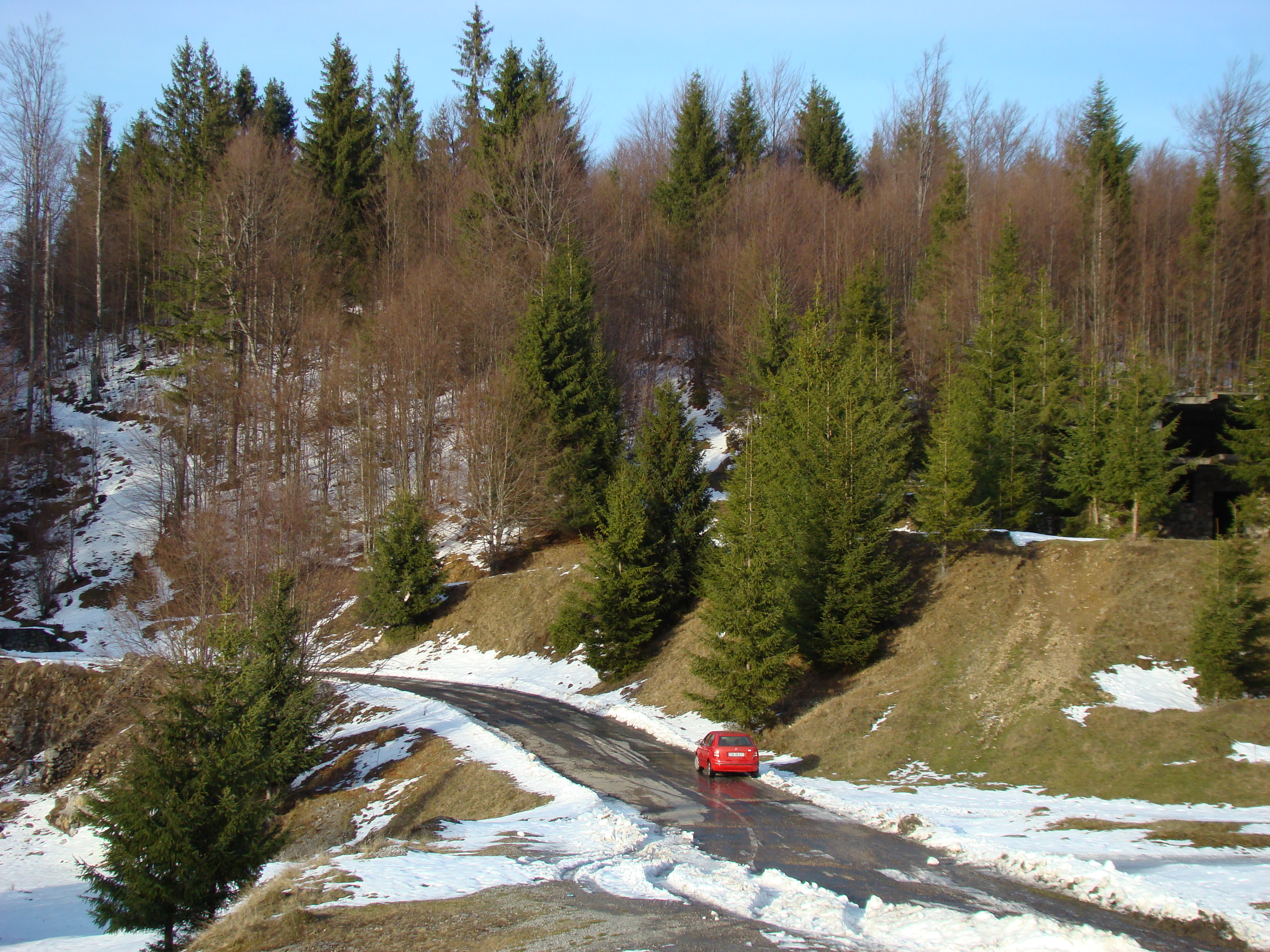
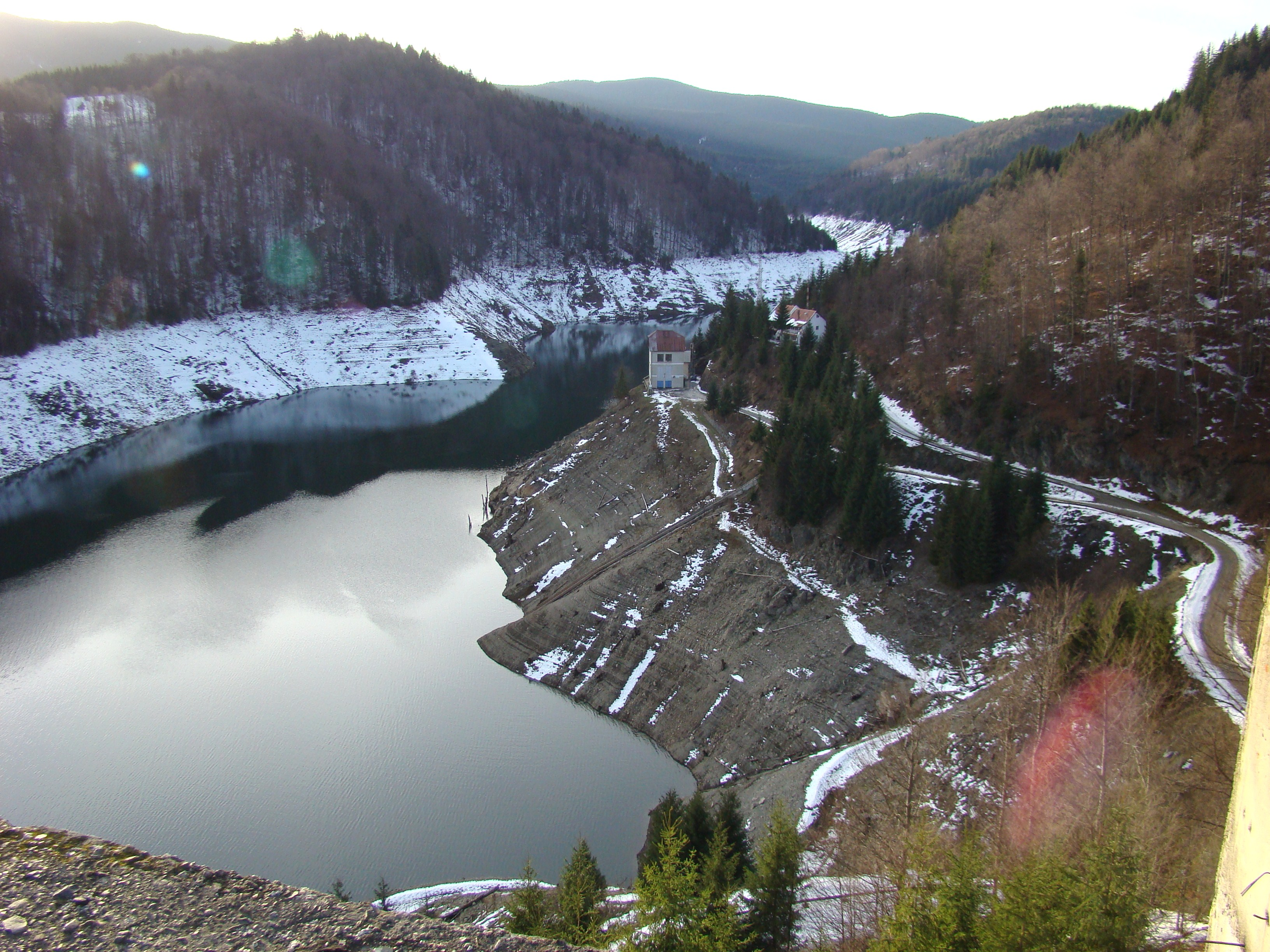
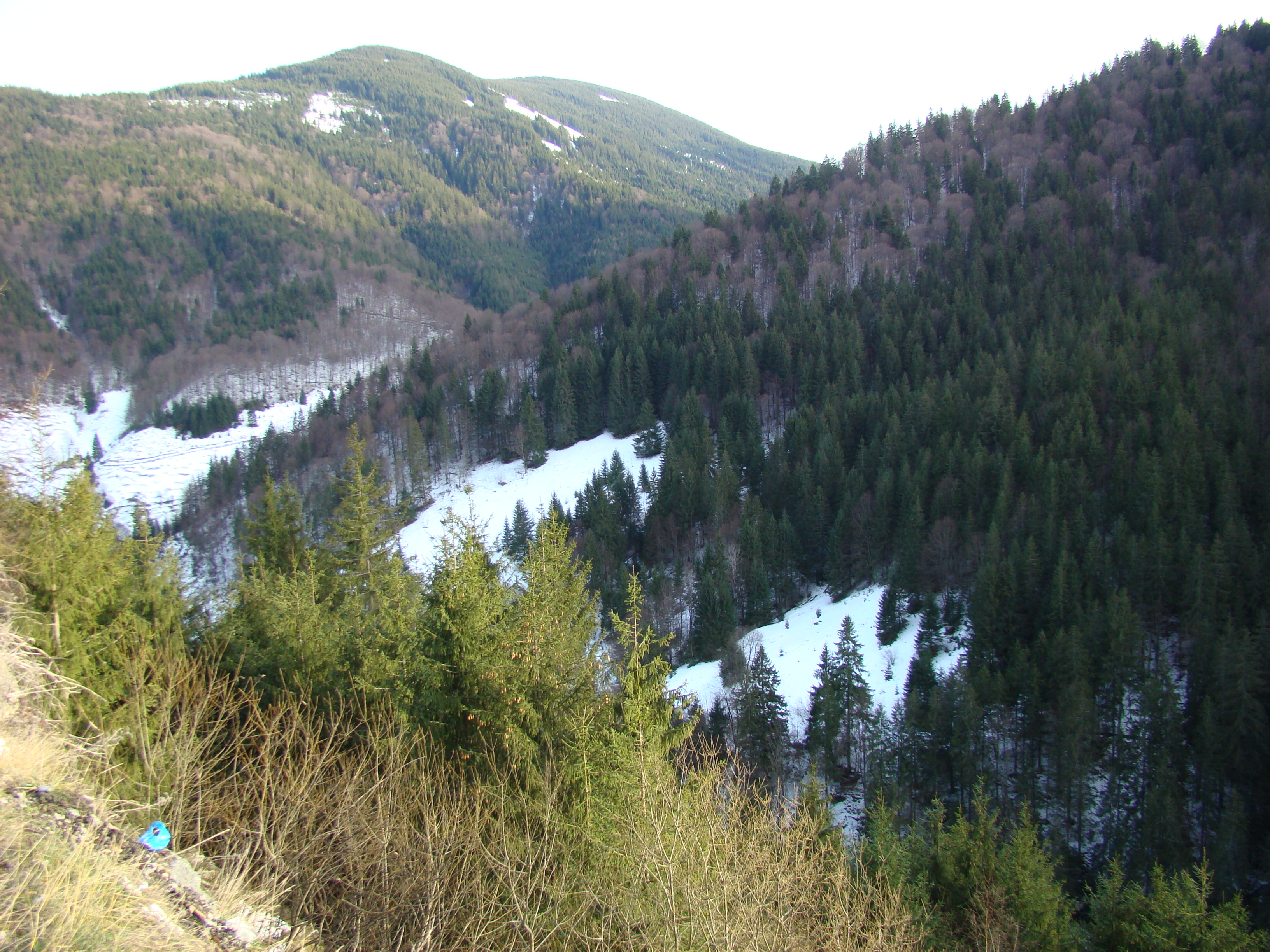

## Hărți
- Harta județului Cluj
- Harta Munții Bihor-Vlădeasa  Arhivat în 9 iunie 2008, la Wayback Machine.
- Harta Munții Vlădeasa